# Giri
Giri (jap. 義理) – polecenie wypełniania obowiązku należące do tradycyjnej etyki japońskiej. Szczególnie dotyczy spłacenia długu wdzięczności określonym osobom, poprzez bycie posłusznym, nawet gdyby było to niezgodne z własnym sumieniem.

## Historia giri
Dług wdzięczności spłacały zawsze dzieci rodzicom. Odwdzięczali się za to, iż ich urodzili i wychowali. W związku z tym córka w zamyśle, że spełnia swoją powinność, nie miała nic przeciwko temu, że z polecenia rodziców musiała pracować w domu publicznym, by w ten sposób wspomóc ich finansowo, a przede wszystkim spłacić długi ojca-hazardzisty. Dopełnienie giri wiązało się także z pozycją społeczną danej osoby i przypisaniu jej odpowiednich form zachowań. Wasal musiał zrewanżować się swojemu panu, za otrzymanie ziemi spełniając właśnie owo giri. Przedstawiano także różne historie, że wasal był skłonny nawet do poświęcenia swojego syna. W XVII–XIX w. samuraje byli zależni ekonomicznie od swojego pana, dlatego musieli być mu wierni, gdyż oddanie uznane było za najwyższą cnotę, nawet w sytuacji, gdy samuraj nie był posłuszny wobec swojego ojca. W etyce samurajskiej przyjęło się, iż giri traktowane było jako pomszczenie śmierci pana, które było przeciwne rozporządzeniom nieuznającym samosądów. Samuraje którzy w 1702 zabili nieprzyjaciela swojego zmarłego pana, stali się bohaterami jako uosobienie wierności. Ojciec musiał się wyprzeć syna, który przestawał być samurajem, mimo że darzył go uczuciem miłości. Samuraj był zmuszony zamordować swoją żonę, która go zdradziła, aby w ten sposób uratować swój honor. Spełnianie owego giri dokonywało się wielokrotnie wbrew uczuciom i pragnieniom człowieka. Ci, którzy nie dopełnili obowiązku byli prześladowani i strącani na margines społeczeństwa. Jeśli chodzi o samurajów, to jedną z form rekompensaty było rytualne samobójstwo (seppuku).

## Opinie
Obowiązek wypełniania giri był różnie oceniany. Inazō Nitobe określa go jako „sprawiedliwą racje”, której spełnienie oznacza zdolność Japończyków do własnowolnego poświęcenia się dla dobra innych. Z kolei Kanzō Uchimura potępiał etykę opartą na giri uważając, że „krępuje ona japońskiego ducha”, gdyż według niego ludzie pozbywają się siły, aby dopełnić powinności międzyludzkie i nie są gotowi na prawe porywy w imię wartości absolutnych. Hiroshi Minami twierdzi, że giri było „społecznym zobowiązaniem”, które nie pozwalało się jednostce rozwijać odbierając jej niezależność. Jednak nie zawsze spełnianie obowiązku wskazywało na rozwiązanie wbrew sumieniu w wielu sytuacjach hamowało ono egoistyczne i niespołeczne skłonności jednostki.